# Das Donkosakenlied (film 1956)
Das Donkosakenlied  è un film del 1956 diretto da Géza von Bolváry.

## Produzione
Il film, prodotto dalla Berolina, venne girato in esterni a Salisburgo e a Tegernsee; in interni, negli studi di Berlino-Tempelhof

## Distribuzione
Distribuito dalla DFH, il film fu presentato al Rex di Düsseldorf il 15 novembre 1956.